# Carosello napoletano (commedia musicale)
Carosello napoletano è una commedia musicale del 1950 diretta da Ettore Giannini, prodotta da Remigio Paone con musiche originali del compositore Raffaele Gervasio, rappresentata per la prima volta il 14 aprile al Teatro La Pergola di Firenze nel 1950. Lo spettacolo è diviso in due parti e 13 capitoli.

## Trama
Opera corale composta di varie scene, recitate e danzate, alternate con canzoni napoletane tradizionali, con in primo piano la figura del cantastorie che presenta le varie parti dello spettacolo.
Dalla leggenda di Angela e di Michelemmà, alla pesca del corallo, l'invasione dei Saraceni, gli Svevi e gli Angioini, le porcellane di Capodimonte, Masaniello e la sua epopea, il risveglio e le disgrazie di Pulcinella al San Carlino, serenate, venditori, gente di strada, i Santuari napoletani e i pellegrinaggi, tarantelle, lo studio di un fotografo ritrattista, le piazzette, il gioco del lotto e la smofia, la novena delle zitelle, i rivali in amore e la vita di giorno e notte.

## Cantanti e attori
Alberto Bonucci, Walter Brunelli, Gianni Cajafa, Vittorio Caprioli, Danilo Crocetti, Lia Fede, Marisa Fimiani, Giulio Fioravanti, Nunzio Gallo, Giuse Gerbino, Arturo Gigliati, Eliana Leozzi, Antonio Persico, Italia Marchesini, Rina Martini, Vera Nandi, Enzo Petito, Giacomo Rondinella, Franco Ruggero, Massimo Sila, Angela Tuccari, Giacomino Uzzo, Gennaro Zaccaro, Nunzio Zambello, Tina Zucchi.

## Corpo di ballo

Ugo Dell'Ara del corpo di ballo

Giovanni Brinati, Stelvia Cipriotto, Lia Dell'Ara, Ugo Dell'Ara, Maria De Petrillo, Rosita Lupi, Biancamaria Mannicci, Walter Marconi, Osvaldo Pagliai, Carlo Ranalli, Rinaldo Ronconi, Wanda Sciaccaluga, Enrico Sportiello, Attilio Veneri, Lina Zanicotti, Ferdinando Zanoli.
Orchestra sinfonica diretta da Nino Stinco.

## Struttura

### Prima parte
- Un po' di leggenda
- Il cantastorie si confonde...
- Al tempo delle porcellane di Capodimonte.
- Il carosello delle dominazioni.
- Preludio al San Carlino.
- Nell'epoca romantica.
- Feste e miracoli.

### Seconda parte
- Cartoline da Napoli.
- La piazzetta.
- La smotfia.
- La novena delle zitelle
- Tre serenate.
- Dal mattino alla sera

## Le canzoni
Michelemmà, Lo pescatore de coralle, Anema e core, Fenesta ca lucive, Neh venitela a vedere!, Non t'affacce, Lu cardillo, Io quando sposo, La rosa, Neh che so' stì cannonate!, E benedetta mammeta, Ohimmè che sciorta nera, L'ammore è na pazzia, La Cianciosa, Palummella, Santa Lucia, Addio mia bella Napoli, 'E spingole frangese, Ohè mammà, Lo zoccolaro, Il carrettiere, Lu ciucciu de Cola, Ndrighete ndra, O guappo 'cartone, La fiera de Mast'Andrea, Napule ca se ne va, Marechiaro, Carcioffolà, Quann'ammore vo' filà, Senza nisciuno, Voce 'e notte, Sciuldezza bella, Guapparia, 'A tazza 'e cafè, Carmela, Tarantelluccia, Santa Lucia luntana, Reginella, Lily Kangy, Adduormete cu me, L'addio, Chiove, Core furestiero, Tatonno se ne va, 'O surdato 'nnammurato, Mandolinata a Napule.